# يوثام بن جدعون
يوثام بن جدعون أو يوثام بن يربعل هو من الشخصيات المذكورة في التوراة، وردَت أخباره في سفر القضاة.
كان أصغر بني جدعون السبعين. هرب عندما قُتل الباقون بأمر من أخيه غير الشقيق أبو معيلق (قضاة 9: 5).